# Moderato
El Moderato (de l'italià moderato que significa moderat) és un tipus de moviment musical moderato, a una velocitat moderada. Amb moviment a velocitat intermèdia (80 negres per minut) entre l'andante (60 negres per minut) i l'allegretto (100 negres per minut).
El 1950 moderato significava un tempo de 80 negres per minut. En els metrònoms electrònics de finals del segle xx moderato indicava des de 84 fins a 108 negres per minut (o sigui una mitjana de 96). Actualment se segueix considerant que moderato es troba al voltant de les 80 negres per minut. El terme moderato també s'usa després d'altra indicació de moviment (velocitat); per exemple allegro moderato implica un allegro més moderat, perquè el terme allegro no sigui pres amb el seu sentit exprés.